# Sandro Sandrelli
Sandro Sandrelli, noto anche con lo pseudonimo di Samuel Balmer (Venezia, 26 luglio 1926 – Venezia, 6 luglio 2000), è stato uno scrittore di fantascienza, traduttore e giornalista italiano.
Fu uno dei principali autori dell'"epoca d'oro" della fantascienza italiana del dopoguerra.
Alcuni dei suoi racconti sono stati tradotti in francese, inglese, ungherese, tedesco, spagnolo e russo.

## Biografia
Nato nel 1926 a Venezia, si laureò in chimica e svolse la professione di giornalista, redattore scientifico per Il Gazzettino di Venezia e divulgatore scientifico.
Nel 1949 apparve il suo primo racconto, Le ultime trentasei ore di Charlie Malgol. La prima parte della sua produzione, fino al 1963, è caratterizzata dal gusto per l'avventura più spensierata, con un registro ora grottesco ora tragico, mentre in seguito, nella seconda breve parte della sua carriera di autore, affronta temi più intimi e ancorati alla realtà storica.
Fu uno degli autori più significativi della cosiddetta "epoca d'oro" della fantascienza italiana degli anni cinquanta, quando il genere veniva scoperto e diveniva popolare in Italia.
Fu tra i fondatori e una delle principali presenze della rivista Interplanet, uno dei primi periodici nazionali dedicati alla fantascienza, e assieme a Renato Pestriniero e Gustavo Gasparini costituì il "trio" della fantascienza veneziana.
Curò la serie di antologie periodiche di Interplanet (anche in collaborazione con Gianfranco De Turris e Sebastiano Fusco), sette volumi che raccoglievano molti degli autori e dei racconti più significativi della fantascienza italiana dei primi anni sessanta.
La sua produzione come autore, concentrata soprattutto nei racconti (una sessantina), si concluse sostanzialmente nel 1965 con l'uscita dell'ultimo volume di Interplanet, limitandosi in seguito a qualche breve apparizione sulla rivista Oltre il cielo. Sandrelli continuò tuttavia ad operare come curatore e traduttore, traducendo in italiano le opere dei principali autori internazionali di fantascienza, come Dune di Frank Herbert, in collaborazione con Giampaolo Cossato.
Morì nel 2000 all'età di 74 anni. Donò la sua raccolta di rare fanzine (oltre 700) alla Biblioteca di Via Senato a Milano.
Mondadori ha pubblicato un'antologia delle sue opere migliori nella collana Urania Collezione nel 2008.

## Opere
(elenco parziale)

### Romanzi
- I ritorni di Cameron MacClure (romanzo breve), Casa Editrice La Tribuna, 1962; in Caino dello spazio, Urania Collezione 070, Arnoldo Mondadori Editore, 2008

### Raccolte
- Caino dello spazio, Urania Collezione 070, Arnoldo Mondadori Editore, 2008